# 111-я пехотная дивизия (вермахт)
111-я пехотная дивизия (нем. 111. Infanterie-Division) — тактическое соединение сухопутных войск нацистской Германии. Сформирована в районе Фаллингбостеля, 11-й военный округ, Ганновер.

## История
Дивизия сформировалась 6 ноября 1940 года в районе Фаллингбостеля, 11-й военный округ, Ганновер. В преддверии войны против СССР согласно плану Барбаросса в апреле 1941 года формирование переброшено на территорию оккупированной Польши в район города Кельце. Совершив ночной марш-бросок к границе СССР в районе Буга накануне 22 июня, дивизия входит в состав 1-й танковой армии.
Во время битвы за Дубно — Луцк — Броды дивизии была поставлена задача закрыть брешь в обороне и прервать пути снабжения прорыва, которые смогли организовать 24-й танковый полк подполковника Волкова и 34-я танковая дивизия под командованием бригадного комиссара Н. К. Попеля под Дубно, где 1 июля 1941 года 117-му артиллерийскому полку, входившему в состав 111-й пехотной дивизии, пришлось вступить в бой с 28-ю советскими танками.
До конца сентября принимает участие в боях за Киев. В частности, вечером 23 августа 1941 года передовой отряд 111-й пехотной дивизии немцев, усиленный самоходными орудиями StuG III, опрокинул отступающие по приказу, но плохо организованные части 27-го стрелкового корпуса 37-й армии Юго-Западного фронта и захватил стратегически важный плацдарм на левом берегу Днепра у села Окуниново. Таким образом был нарушен стык межу советскими 37-й и 5-й армиями Юго-Западного фронта.
После неудачных боёв за Ростов-на-Дону танковая армия Клейста вынуждена была отступить до линии Миус-фронта, где в конце декабря 1941 года сильнейшие морозы застали дивизию на линии Никитовка — Дебальцево. Но уже с середины января 1942 года пришлось останавливать глубокое проникновение советских войск в районе Барвенково-Лозовая, принимая бои под Артёмовском.
После продолжительного отдыха дивизия вместе с 17-й армией устремилась на Кавказ, пройдя через Ростов-на-Дону, Моздок, Нальчик, Орджоникидзе.
10 августа 1942 года части 111-й пехотной дивизии вермахта заняли райцентр Приютное, расположенный в 75 км юго-западнее Элисты, на следующий день немецкие танки с мотопехотой вышли к Элисте со стороны посёлка Дивное. В этот же день, в 16:30 немцы силами до 800 автоматчиков и 40 танков атаковали город, но первая атака была отбита.
25 августа 1942 года на замену 111-й и 370-й пехотных дивизий 52-го армейского корпуса вермахта в Калмыкию начали прибывать части 16-й моторизованной дивизии.
Из-за нависшей угрозы окружения после Сталинградской битвы пришлось срочно возвращаться на рубежи Миус-фронта под Таганрогом, где формирование оставалось бездействовать до конца июля 1943 года.
В конце июля 1943 года вторые и третьи батальоны 50-го, 70-го и 117-го пехотных полков были переброшенны на ст. Успенка (Ново-Бахмутский) где вступили в бой. На Самбеке остались 1-й батальон 70-го и 1-й батальон 50-го пехотных полков, 1-й батальон 117-го пехотного полка размещался в Лакедемоновке.
С началом Донбасской операции дивизия постепенно откатывалась на Запад, упорно обороняя подступы к Мелитополю до конца сентября, затем к Никополю до февраля 1944 года. С 31 марта 1944 года остатки дивизии входят в состав новой группы армий «Южная Украина», осуществляя оборону Крымского полуострова. С 16 по 30 апреля вместе с остатками четырёх немецких и семи румынских дивизий сдерживали штурм нескольких советских армий. Остатки разбитой дивизии эвакуировались с Херсонеса.
12 мая 1944 года последние солдаты, не успевшие эвакуироваться, сдались в плен. Дивизия официально расформирована.

## Организация
- 50-й пехотный полк
- 70-й пехотный полк
- 117-й пехотный полк
- 117-й артиллерийский полк

## Командующие
- 5 ноября 1940 — 31 декабря 1942 — генерал Отто Стапф (нем. Otto Stapf)
- 1 января 1942 — 14 августа 1943 — генерал Герман Рекнагель (нем. Hermann Recknagel)
- 15 августа 1943 — 29 августа 1943 — генерал-майор Вернер фон Бюлов (нем. Werner von Bulow)
- 30 августа 1943 — 31 октября 1943 — генерал пехоты Герман Рекнагель (нем. Hermann Recknagel)
- 1 ноября 1943 — 9 февраля 1944 — генерал-майор Эрих Грюнер (нем. Erich Gruner)
- 10 февраля 1944 — 22 апреля 1944 — генерал-майор Курт Адам (нем. Kurt Adam)
- С 22 апреля 1944 — 12 мая 1944 — генерал-майор Эрих Грюнер (нем. Erich Gruner)